# Phi Ngư
Chòm sao Phi Ngư (chữ Hán: 飛魚, nghĩa: cá bay, tiếng La Tinh: Volans) là một trong 88 chòm sao hiện đại, mang hình ảnh con cá bay.
Chòm sao nhỏ này có diện tích 141 độ vuông, nằm trên thiên cầu nam, chiếm vị trí thứ 76 trong danh sách các chòm sao theo diện tích.
Chòm sao Phi Ngư nằm kề các chòm sao Thuyền Để, Hội Giá, Kiếm Ngư, Sơn Án, Yển Diên.
|  |

## Thiên thể
Các thiên thể đáng quan tâm
- Thiên hà xoắn ốc NGC 2442 (còn có tên là Meathook), cách Trái Đất khoảng 50 triệu năm ánh sáng
- Sao biến đổi kiểu Mira S Vol, với chu kì 14 tháng, cấp sao biểu kiến của nó xê dịch trong khoảng 13,6m đến 8,6m.
- Sao đôi ε Vel, ξ Vel, γ Vel, χ Vel